# Aulnoy
Aulnoy ist eine französische Gemeinde mit 363 Einwohnern (Stand: 1. Januar 2022) im Département Seine-et-Marne in der Region Île-de-France. Sie gehört zum Arrondissement Meaux und zum Kanton Coulommiers. Die Einwohner werden Alnésiens genannt.

## Geographie
Aulnoy liegt etwa 55 Kilometer östlich von Paris. Umgeben wird Aulnoy von den Nachbargemeinden Jouarre im Norden, Saint-Germain-sous-Doue im Osten, Boissy-le-Châtel im Südosten, Coulommiers im Süden, Mouroux im Westen und Südwesten sowie Giremoutiers im Westen und Nordwesten.

## Bevölkerungsentwicklung
| Jahr                      | 1962 | 1968 | 1975 | 1982 | 1990 | 1999 | 2006 | 2013 |
| Einwohner                 | 252  | 251  | 240  | 287  | 296  | 332  | 379  | 379  |
| Quelle: Cassini und INSEE |      |      |      |      |      |      |      |      |

## Persönlichkeiten
- Jean de Brie (1336–unbekannt), Schäfer und Autor

## Sehenswürdigkeiten

Kirche Notre-Dame

- Kirche Notre-Dame
- Schloss La Houssière
- Schloss Le Ru